# Aleksander Sobiszewski (1883–1964)

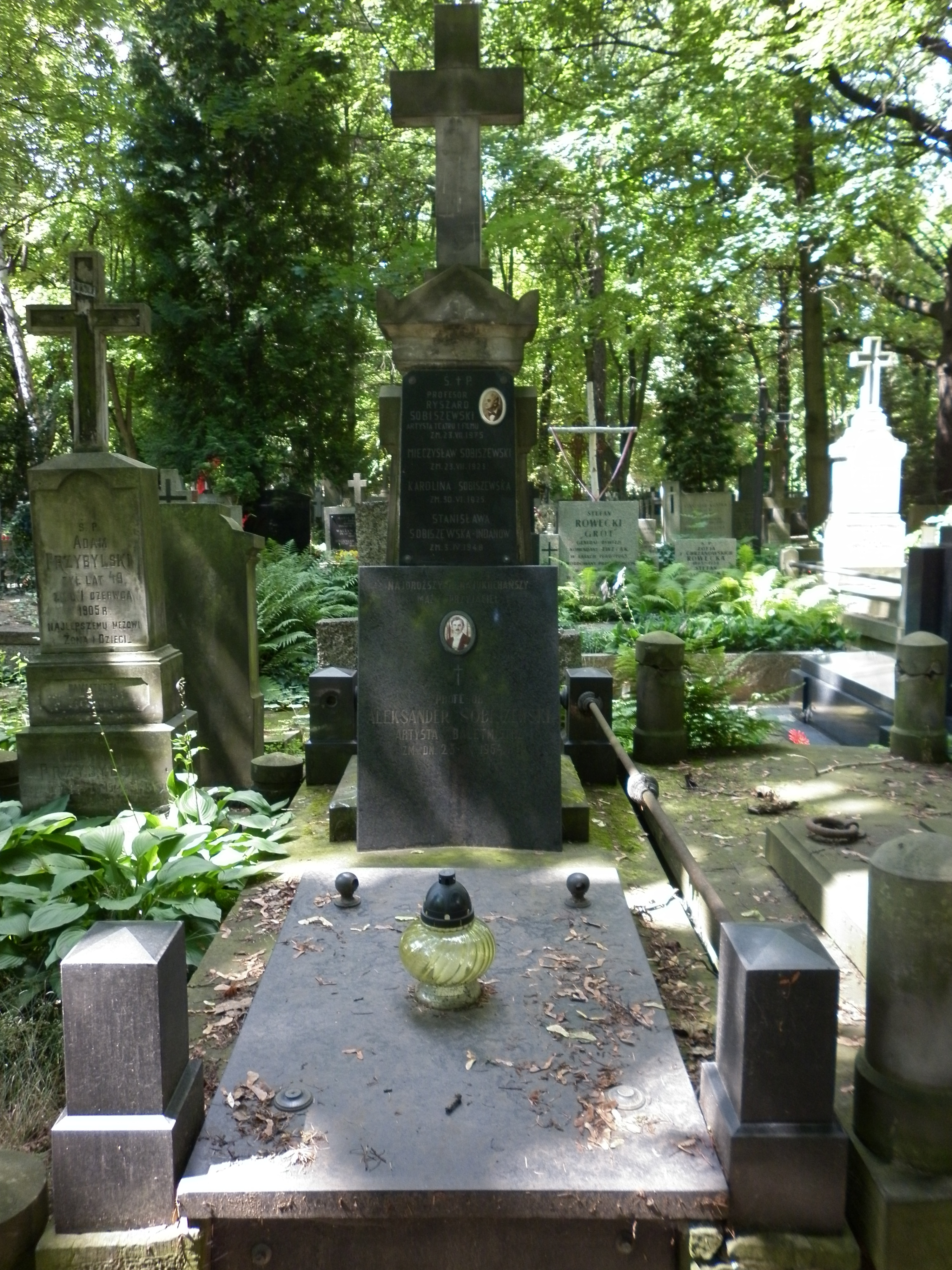
Grobowiec Ryszarda i Aleksandra Sobiszewskich

Aleksander Sobiszewski (ur. 26 lutego 1883, zm. 23 września 1964 w Warszawie) – tancerz, baletmistrz; solista baletu Teatru Wielkiego w Warszawie, dyrektor i pedagog warszawskiej szkoły baletowej. W 1908 założył szkołę tańca towarzyskiego w Warszawie, prowadzonej wspólnie z braćmi — Edwardem i Ryszardem. 

## Życiorys
Jako solista wystąpił po raz pierwszy w 1905 w Panu Twardowskim L. Różyckiego w Warszawskich Teatrach Rządowych. W latach 1912–1914 występował w Berlinie i Paryżu. Od 1914 zajmował się choreografią, opracował szereg spektakli, m.in. balet Druga rapsodia z muzyką F. Liszta (1914).
W latach 1917–1918 dyrektor baletu Teatru Wielkiego w Warszawie. W 1926 opracował w Wiedniu tańce do Halki Stanisława Moniuszki. W 1928 z powodzeniem występował w Paryżu na Festiwalu Sztuki Polskiej. Prowadził działalność pedagogiczną w warszawskiej szkole baletowej i własnej szkole tańca towarzyskiego. Jego uczennicą była m.in. Pola Negri. Pochowany na Starych Powązkach w Warszawie (kwatera 250-1-24).

## Ważniejsze partie
- Zygfryd – Jezioro łabędzie Piotra Czajkowskiego,
- Pan Młody – Wesele w Ojcowie Karola Kurpińskiego.